# Berga
Berga (IPA: [ˈbeɾɣə]) és una ciutat de la Catalunya central, capital de la comarca del Berguedà i antiga capital del Comtat de Berga. La ciutat és al bell mig del Berguedà, al peu de la Serra de Queralt i de cara a la vall del Llobregat. El municipi té una extensió de 22,54 km² i inclou l'antiga colònia tèxtil de Cal Rosal i la Valldan. Al nord i al nord-est limita amb Cercs; al sud-est, amb Olvan; al sud, amb Avià; al sud-oest, amb Capolat; i al nord-oest, amb Castellar del Riu.

## Geografia
- Llista de topònims de Berga (Orografia: muntanyes, serres, collades, indrets..; hidrografia: rius, fonts...; edificis: cases, masies, esglésies, etc).

Berga i el seu agregat de la Valldan gaudeixen d'una posició estratègica i privilegiada, al peu dels primers contraforts del Prepirineu, en un estatge de muntanya mitjana —amb boscos, prats, torrents i fonts— orientada cap a migdia i protegida de les inclemències de la climatologia.
És en la proximitat del riu Llobregat, la qual cosa vol dir que està vora d'un corredor natural que comunica les terres de muntanya amb les més baixes que duen, finalment, al pla del Bages.
No és d'estranyar, doncs, que en un lloc amb aquestes característiques l'home prehistòric visqués de forma estable de vegades, i d'altres hi passés llargues temporades.

## Història
Tradicionalment hom ha relacionat la ciutat amb el Castrum Bergium que esmenta Titus Livi com a capital del poble dels bargusis o bergitans. Tot i així, no s'han trobat restes arqueològiques sota la ciutat moderna que indiquin la presència de cap assentament ibèric. Hi ha però, alguns jaciments, inclosos a l'Inventari  del Patrimoni Arqueològic i Paleontològic de Catalunya.
Els comtes de Cerdanya van establir-hi, a començament del segle X, la capital d'un vescomtat dependent del comtat de Cerdanya, el comtat de Berga. El 1393 la vila passà del domini feudal de Joana d'Aragó i d'Armanyac, comtessa consort de Foix, al domini reial de Joan el Caçador, que regia la monarquia comtal catalana. La bastida de la muralla el segle xiv, enderrocada parcialment quatre segles més tard, va ser un fet essencial per crear nuclis poblacionals al terme. Partidària de la Generalitat durant la guerra dels remences, l'any 1468 va ser ocupada pel príncep Ferran. Un fet molt destacable és que a la baixa edat mitjana, amb motiu de les festes del Corpus, es va iniciar la Patum.
Durant la Guerra dels Segadors, la ciutat caigué en mans franceses el 1655 i fou recuperada per les tropes de la monarquia hispànica, enviades pel Virrei de Catalunya Joan Josep d'Àustria sota el comandament de Juan Mata.
Durant la guerra de successió espanyola, Berga, juntament amb altres ciutats com Fraga o Cervera, va decantar-se pel bàndol borbònic, perquè estava enfrontada amb Cardona, on eren favorables als Habsburg, per això se'ls va conèixer com a enclavaments botiflers.

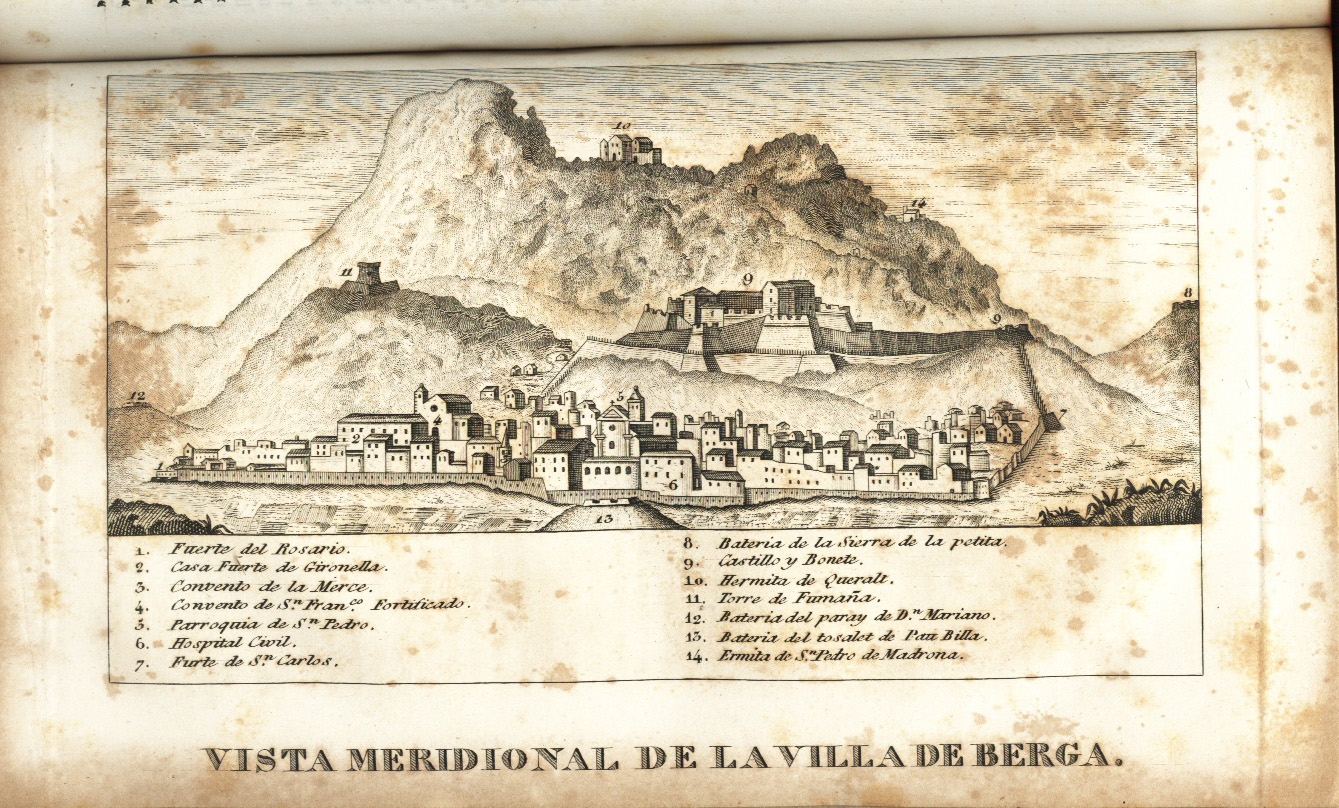
Gravat de Berga durant la Primera Guerra Carlina. Hi destaca el Castell de Sant Ferran i, al fons, la muntanya i el santuari de Queralt

Durant la guerra contra Napoleó va esdevenir la seu de la Junta Superior de Catalunya (1811), i el 1837 es va convertir en seu definitiva del govern carlí. Berga va esdevenir capital de la Catalunya carlina tot essent la seu de la major part de les institucions de l'administració carlina catalana. La importància de Berga va quedar ben palesa en tant que, en caure en mans dels carlins, molts pobles de Catalunya van passar a obeir les ordres provinents de la capital del Berguedà en detriment de les rebudes des de la Barcelona liberal. Ben entrat el 1840, Ramon Cabrera va fer la darrera resistència abans de passar a França en 1840. Cap a la fi de febrer de 1873, durant la tercera guerra carlina, els carlins van endegar una campanya per conquerir Berga, però les tropes del General Joan Castells i Rossell es van retirar, i les tropes de reforç de Galceran canviaren d'objectiu i es dirigiren cap a Conanglell, i el 2 de març, en arribar a la Serra del Grau, foren sorpresos per un grup d'homes que van disparar les seves armes contra la infanta Maria de les Neus de Portugal, que va sortir il·lesa de l'atac. Finalment, Berga fou presa per Castells el 27 de març. El 1877 la vila va rebre el títol de ciutat.
Ja en el segle xx, la indústria dels primers anys va enfocar la vida ciutadana i, posteriorment, l'onada d'immigració va fer créixer espectacularment el cens demogràfic, social i econòmic.
El 31 d'octubre de 1908 va rebre la visita del llavors rei Alfons XIII d'Espanya.
L'1 de juliol de 1966 va rebre la visita del llavors cap d'Estat Francisco Franco.
El 17 de febrer de 1976 va rebre la vista dels reis Joan Carles I i Sofia de Grècia.
El desembre 2011 va crear-se el moviment Dona la cara per la Independència, dins la secció berguedana de l'Assemblea Nacional Catalana.
El 3 de maig del 2012 el Ple de l'ajuntament de Berga va aprovar declarar al rei Joan Carles I persona non grata. També es va aprovar que es revoqués l'acord del 17 de juliol de 1962 que atorgava al dictador Francisco Franco el títol de Fill Adoptiu de la Ciutat i la Medalla d'Or de la Ciutat. La moció es va aprovar amb els únics vots a favor de la CUP i les abstencions de CiU i el PSC. El grup municipal del PP hi va votar en contra.

## Patrimoni històric
- Església Parroquial de Santa Eulàlia, del segle xvii. Està formada per una sola nau amb capelles laterals.[14]
- Església de Sant Joan de Berga, d'orígens romànics (segle xiii) i molt reformada en època gòtica (s. XV) i al segle xviii. Des de 1983 és monument històric artístic.
- Palau dels Peguera, que fou residència dels Peguera, senyors de Berga. Dels orígens romànics no se'n conserva res i l'edifici actual és probablement del segle xiv, amb modificacions del segle xviii.[14] Durant la Guerra del Francès hi visqué el Baró de Maldà.
- Torre de la Petita, damunt la serra de la Petita, construïda al segle xix (1838) en plena dominació carlina. Pel seu emplaçament estratègic va ser una important torre de guaita i de defensa. Desmilitaritzada des de 1868, és de les poques edificacions militars d'època carlina que encara resten dempeus.
- Plaça de Sant Pere: el seu origen medieval es relaciona amb la construcció de l'antiga església romànica de Sant Pere, enderrocada al segle xviii per construir-hi la nova de Santa Eulàlia. És l'espai central de les festes de la Patum.[14]
- Ajuntament, a la plaça de Sant Pere. Fou projectat per l'arquitecte Emili Porta el 1929 amb una façana historicista d'intenció monumental.
- Cal Sarraís, edifici del 1740.
- Portal de Santa Magdalena: l'única porta medieval que es conserva de les set que tenia la ciutat.
- Capella de La Pietat, del segle xvii.
- Molí de la Sal, del segle xviii.
- Santuari de la Mare de Déu de Queralt, del segle xviii (imatge de la Verge del segle xiv).
- Sant Quirze de Pedret, del segle ix. Malgrat que es troba en el terme de Cercs, el 1959 va ser cedida, després d'un acord, pel bisbat de Solsona a l'ajuntament de Berga per a la seva restauració i conservació. Només s'hi realitza culte religiós el dia de la seva festa anual i depèn de la parròquia de Berga.
- Forns de Casa-en-Ponç.
- Sant Francesc de Berga.

## Política
| Període     | Alcalde o alcaldessa                                  | Partit polític | Data de possessió     | Observacions |
| ----------- | ----------------------------------------------------- | -------------- | --------------------- | ------------ |
| 1979–1983   | Jaume Farguell i Sitges                               | Independent    | 19/04/1979            | --           |
| 1983–1987   | Jaume Farguell Sitges                                 | CiU            | 28/05/1983            | --           |
| 1987–1991   | Agustí Ferrer Gasol                                   | Independent    | 30/06/1987            | --           |
| 1991–1995   | Jaume Farguell Sitges                                 | CiU            | 15/06/1991            | --           |
| 1995–1999   | Jaume Farguell Sitges                                 | CiU            | 17/06/1995            | --           |
| 1999–2003   | Josep M. Badia Pons                                   | CiU            | 03/07/1999            | --           |
| 2003–2007   | Josep M. Xoy Soler Ramon Camps Roca                   | ERC PSC        | 14/06/2003 08/07/2003 | Dimissió --  |
| 2007–2011   | Juli Gendrau Farguell                                 | CiU            | 16/06/2007            | --           |
| 2011–2015   | Juli Gendrau Farguell                                 | CiU            | 11/06/2011            | --           |
| 2015–2019   | Montserrat Venturós Villalba                          | CUP            | 13/06/2015            | --           |
| 2019-2023   | Montserrat Venturós Villalba Ivan Sànchez i Rodríguez | CUP            | 15/06/2019 16/07/2021 | Dimissió     |
| Des de 2023 | Ivan Sànchez i Rodríguez                              | CUP            | 17/06/2023            | --           |

| Candidatura | Candidatura                                                   | Cap de llista             | Vots  | Regidors | % vots |
| ----------- | ------------------------------------------------------------- | ------------------------- | ----- | -------- | ------ |
|             | Candidatura d'Unitat Popular - Poble Actiu                    | Montserrat Venturós       | 3.347 | 8        | 40,75% |
|             | Junts per Catalunya                                           | Jordi Sabata              | 2.349 | 6        | 28,60% |
|             | Esquerra Republicana de Catalunya - Acord Municipal           | Ramon Camps               | 948   | 2        | 11,54% |
|             | Partit dels Socialistes de Catalunya - Candidatura de Progrés | Abel García               | 745   | 1        | 9,07%  |
|             | Partit Popular de Catalunya                                   | Joan Antoni López Noguera | 252   | 0        | 3,07%  |
|             | Altres                                                        |                           | 0     | -        |        |
|             | Vot en blanc                                                  |                           | 97    | -        |        |
|             | Vot nul                                                       |                           | 42    | -        |        |
| Total       | Total                                                         | 8.256                     | 8.256 | 17       |        |

## Museus

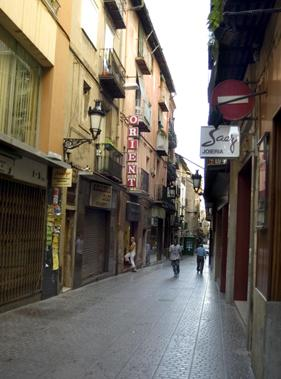
Carrer Major

- Museu Comarcal de Berga. Fons etnològics, històrics i ciències naturals.
- Museu Municipal. Ceràmica, objectes de l'Edat Mitjana i restes prehistòriques de la història de Berga.
- Museu del Circ. Col·lecció de Josep Vinyes.[15][16]
- Biblioteca Ramon Vinyes i Cluet. Edifici de 1.523 m², amb més de 36.000 volums.
- Espai d'Interpretació de Berga.

## Carrer del Programari Lliure
El 3 de juliol de 2010 va ser inaugurat a Berga el primer carrer del món amb el nom de Carrer del Programari Lliure, en una cerimònia on va assistir el fundador del moviment, Richard Stallman. La iniciativa de batejar amb aquest nom el carrer va ser proposada pels promotors de les Jornades de Programari Lliure al Berguedà.

## Fills il·lustres
Categoria principal: berguedans
- Guillem de Berguedà (1130?-1195/1196), trobador.
- Sibil·la de Saga (1245-1320), noble i darrera amant de Jaume I.
- Jaume Cascalls (1341?-1378), escultor.[17]
- Francesc Descatllar i de Tord (segle XVII-1715), militar austriacista.
- Ramon Farguell i Montorcí (1769-?), inventor de la màquina de filar anomenada berguedana o maixerina.
- Gaietà Freixa i Puig (1812-1897), guàrdia civil i general carlí.
- Antoni Comellas i Cluet (1832-1884), filòsof.
- Marcel·lí Buxadé i Cunill (1846-1907), enginyer.
- Ramon Vinyes i Cluet (1882-1952), escriptor.
- Pere Comas i Calvet (1892-1969), conseller de Justícia de la Generalitat Republicana.
- Antonieta Feliu i Miró (1896-?), activista política, militant d'ERC.
- Climent Peix i Armengou (1905-1998), sastre i poeta.
- Josep Armengou i Feliu (1910-1976), escriptor.
- Josep Ester i Borràs (1913-1980), dirigent anarquista de la CNT del Berguedà.
- Pere Tuyet i Casafont (1913-1937), teòleg i poeta.
- Josep Maria Claret i Huch (1914-1962), advocat i poeta.
- Marcel·lí Massana i Balcells (1918-1981), guerriller antifranquista.
- Agustí Ferrer i Gasol (1943-2019), Polític i escriptor berguedà
- Antoní Massaguer i Mas (1947-2000), militant independentista.
- Ricard Cuadra i Camprubí (1951-1997), músic, compositor i director.
- Aramis Fuster (1950), personalitat pública, ocultista.
- Jordi Cussà i Balaguer (1961-2021), escriptor, dramaturg i actor.
- Alba Xandri Suets (1978), esportista d'alt nivell, viatgera i professora.

## Festes i tradicions

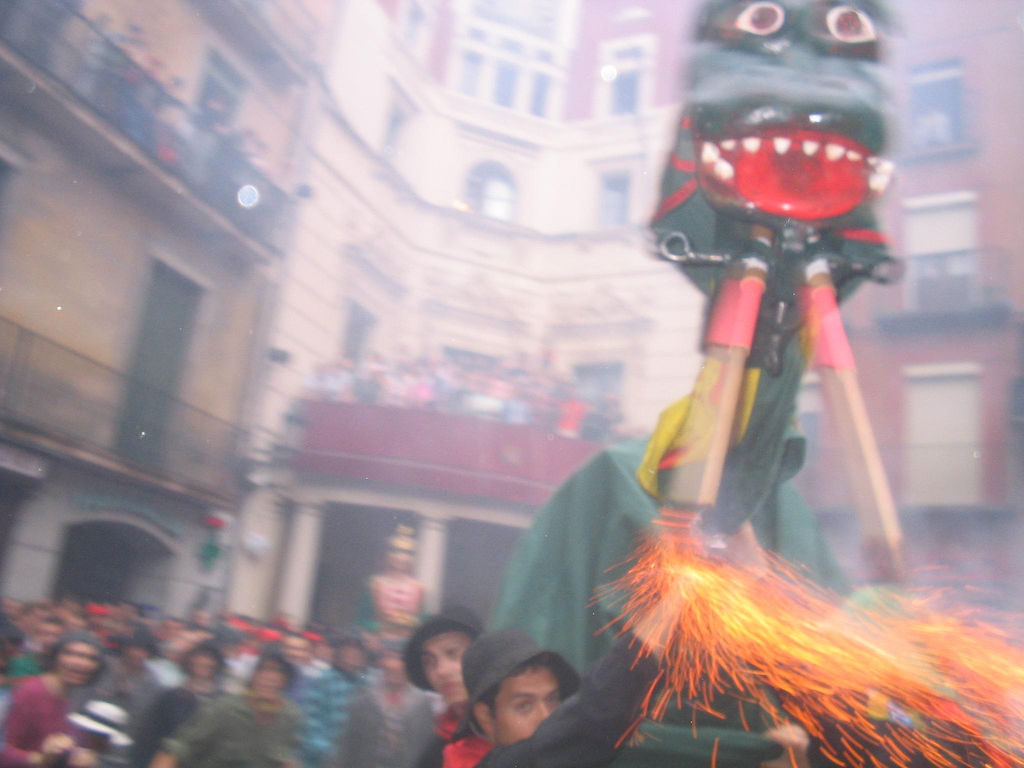
La Patum

Cada any per Corpus se celebra una festa única i originària de Berga, la Patum. És la festa més important d'aquesta ciutat i dura 5 dies. Hi assisteix gent de tota Catalunya i de molts llocs del món. La Patum és denominada patrimoni de la humanitat per la UNESCO.
Altres festes i tradicions berguedanes són:
- Fira de Santa Tecla.
- Festa dels Bolets.
- Carnestoltes.
- Sant Marc.
- Fira de Maig (multisectorial).
- Fira de la xocolata i la ratafia.
- Fira del joc i del Nadal.
- Els Elois
- Festa Major de Santa Eulàlia, patrona de Berga.
- Gala de Queralt.

## Ciutats agermanades
- Guernica (País Basc)
- Tarascon (França)[19]
- Högsby (Suècia), 1992.[20]
- Smara (Sàhara Occidental), 1994.[21]

## Demografia
| Entitat de població         | Habitants (2024) |
| Berga                       | 15.759           |
| Sant Bartomeu de la Valldan | 760              |
| Cal Rosal                   | 676              |
| Font: Idescat               |                  |

| 1497 f | 1515 f | 1553 f | 1717  | 1787  | 1857  | 1877  | 1887  | 1900  | 1910  |
| ------ | ------ | ------ | ----- | ----- | ----- | ----- | ----- | ----- | ----- |
| 131    | 136    | 187    | 1.802 | 3.366 | 6.127 | 5.473 | 5.269 | 5.747 | 5.871 |

| 1920  | 1930  | 1940  | 1950  | 1960   | 1970   | 1981   | 1990   | 1992   | 1994   |
| ----- | ----- | ----- | ----- | ------ | ------ | ------ | ------ | ------ | ------ |
| 6.042 | 6.816 | 6.914 | 8.379 | 10.241 | 12.285 | 14.249 | 14.076 | 14.118 | 14.118 |

| 1996   | 1998   | 2000   | 2002   | 2004   | 2006   | 2008   | 2010   | 2012   | 2014   |
| ------ | ------ | ------ | ------ | ------ | ------ | ------ | ------ | ------ | ------ |
| 14.207 | 14.173 | 14.305 | 14.995 | 15.753 | 16.457 | 17.072 | 17,161 | 16.845 | 16.456 |

| 2016   | 2018   | 2020   | 2022   | 2024   | 2026 | 2028 | 2030 | 2032 | 2034 |
| ------ | ------ | ------ | ------ | ------ | ---- | ---- | ---- | ---- | ---- |
| 16.175 | 16.199 | 16.760 | 16.762 | 17.160 | -    | -    | -    | -    | -    |

El 1857 incorpora Queralt, Fumanya i Sant Pere de Madrona; el 1900, Salcelles; el 1970, la Valldan.

## Galeria

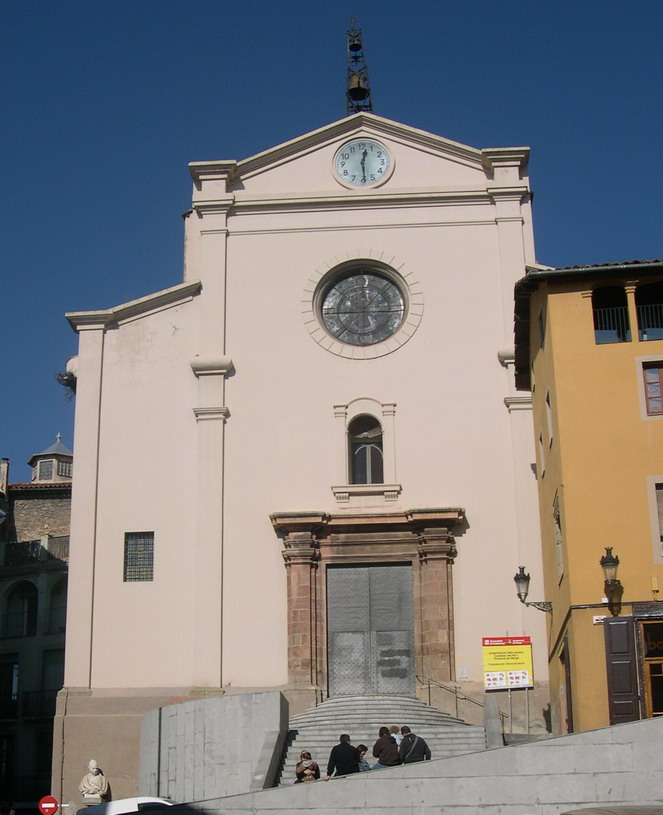
Església de Santa Eulàlia
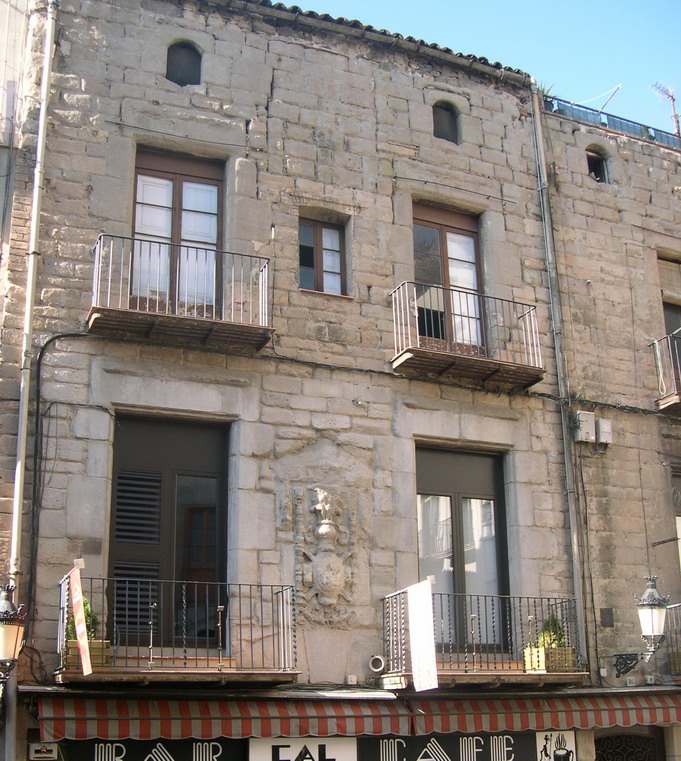
Palau dels Peguera
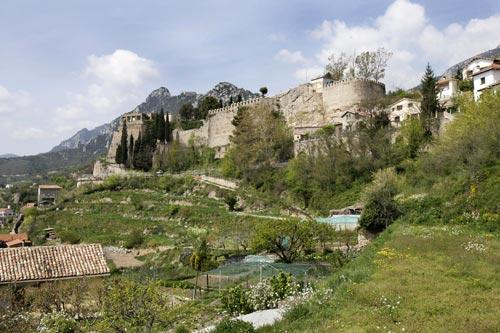
Vista del Castell de Sant Ferran
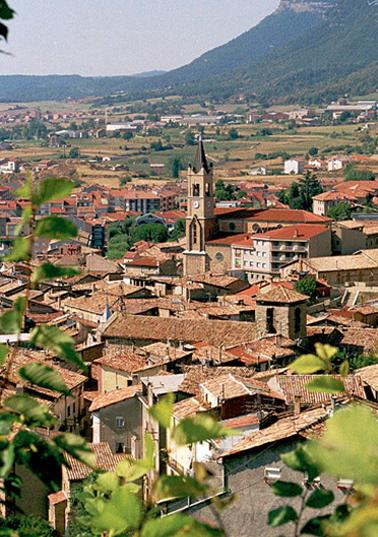
L'Església de Sant Francesc des del Portal de Santa Magdalena
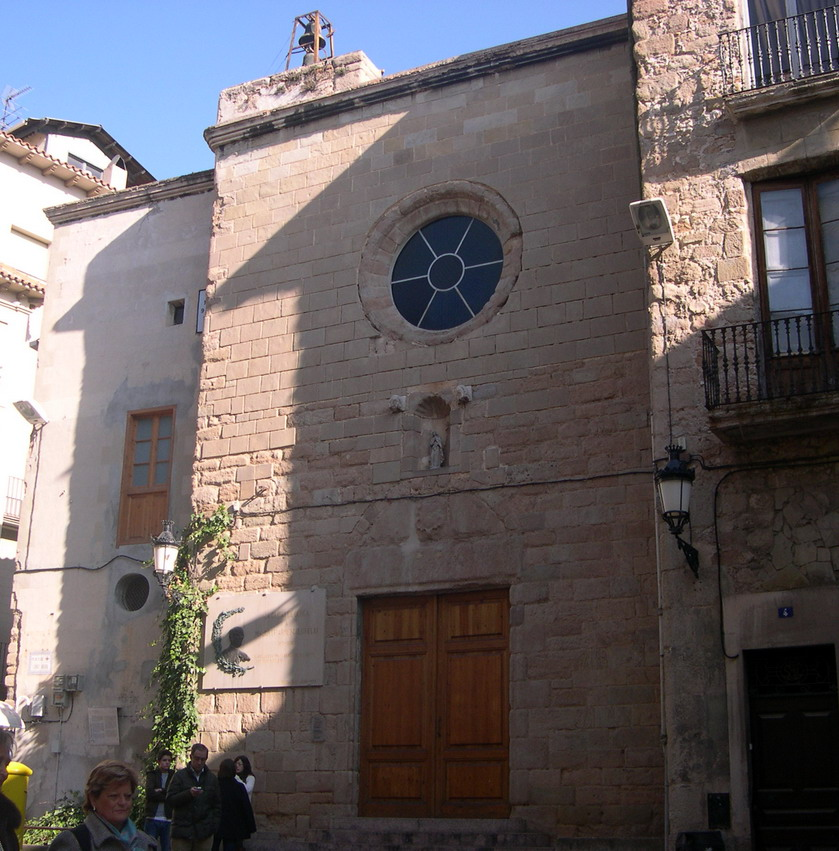
Façana Església de Sant Joan